# Baranów (Kazimierza)
Pour les articles homonymes, voir Baranów.
Baranów est une localité polonaise de la gmina de Skalbmierz, située dans le powiat de Kazimierza en voïvodie de Sainte-Croix.